# Xã Manistee, Michigan
Xã Manistee (tiếng Anh: Manistee Township) là một xã thuộc quận Manistee, tiểu bang Michigan, Hoa Kỳ. Năm 2010, dân số của xã này là 4.084 người.